# Маньджурський вістник
Маньджурський вістник (рос. «Маньчжурский вестник», акад. «Мань чжоу тунь сін») — українська тижнева (пізніше півтижнева) двомовна (українська і російська мови) газета. Виходила в Харбіні (нині місто в Китаї). 
Перше число вийшло 5 вересня 1932 року накладом 1500 примірників. До кінця 1932 вийшло 9 чисел газети, після чого, через фінансові труднощі, настала деяка перерва. Активну роль у створенні газети відіграв Іван Шевченко, який і профінансував перші 9 чисел видання. Від 1933 року він був членом видавництва.
Наприкінці січня 1933 року «Маньджурський вістник» відновив свою діяльність і до липня 1937 виходив безперебійно. Усього вийшло 199 чисел. Редагував газету Іван Світ.
Спеціально для виходу газети була створена Українська видавнича спілка, яка пізніше видала 3 книжки та брошури і велику мапу «Зеленої України».
Газета відображала погляди Союзу українських емігрантів і виступала за зміцнення контактів з українцями на еміграції та в Галичині, мала дуже добрі контакти з редакціями журналу «Тризуб» (Париж, Франція) та щоденника «Діло» (Львів), з якими постійно обмінювалася інформацією, а також за поглиблення організованості місцевого українського життя. Пізніше редакція газети готувала матеріали для радіопередач, які почали виходити в лютому 1935 року з дозволу Японської військової місії. Редакція отримувала понад 120 різних українських видань, головним чином із західних областей України.
Газета проіснувала 5 років, намагаючись бути незалежною від впливів як українських політичних середовищ, так і японської окупаційної адміністрації. Це й стало основною причиною того, що на вихід 200-го числа так і не було отримано дозволу.